# Lépanges-sur-Vologne
Lépanges-sur-Vologne és un municipi francès, situat al departament dels Vosges i a la regió del Gran Est. L'any 2007 tenia 922 habitants.

## Demografia

### Població
El 2007 la població de fet de Lépanges-sur-Vologne era de 922 persones. Hi havia 396 famílies, de les quals 128 eren unipersonals (60 homes vivint sols i 68 dones vivint soles), 104 parelles sense fills, 108 parelles amb fills i 56 famílies monoparentals amb fills.
La població ha evolucionat segons el següent gràfic:
Habitants censats

### Habitatges
El 2007 hi havia 495 habitatges, 405 eren l'habitatge principal de la família, 55 eren segones residències i 35 estaven desocupats. 309 eren cases i 183 eren apartaments. Dels 405 habitatges principals, 296 estaven ocupats pels seus propietaris, 104 estaven llogats i ocupats pels llogaters i 5 estaven cedits a títol gratuït; 17 tenien dues cambres, 83 en tenien tres, 105 en tenien quatre i 200 en tenien cinc o més. 305 habitatges disposaven pel capbaix d'una plaça de pàrquing. A 190 habitatges hi havia un automòbil i a 145 n'hi havia dos o més.

### Piràmide de població
La piràmide de població per edats i sexe el 2009 era:
| Homes | Edats   | Dones |
| ----- | ------- | ----- |
| 0     | 95 o +  | 0     |
| 0     | 90 a 94 | 4     |
| 4     | 85 a 89 | 8     |
| 8     | 80 a 84 | 12    |
| 16    | 75 a 79 | 40    |
| 28    | 70 a 74 | 36    |
| 24    | 65 a 69 | 24    |
| 16    | 60 a 64 | 36    |
| 24    | 55 a 59 | 24    |
| 36    | 50 a 54 | 28    |
| 24    | 45 a 49 | 28    |
| 28    | 40 a 44 | 24    |
| 20    | 35 a 39 | 32    |
| 44    | 30 a 34 | 44    |
| 40    | 25 a 29 | 44    |
| 8     | 20 a 24 | 28    |
| 12    | 15 a 19 | 40    |
| 20    | 10 a 14 | 24    |
| 28    | 5 a 9   | 28    |
| 20    | 0 a 4   | 32    |

## Economia
El 2007 la població en edat de treballar era de 550 persones, 392 eren actives i 158 eren inactives. De les 392 persones actives 352 estaven ocupades (204 homes i 148 dones) i 40 estaven aturades (19 homes i 21 dones). De les 158 persones inactives 55 estaven jubilades, 44 estaven estudiant i 59 estaven classificades com a «altres inactius».

### Ingressos
El 2009 a Lépanges-sur-Vologne hi havia 399 unitats fiscals que integraven 904,5 persones, la mediana anual d'ingressos fiscals per persona era de 15.351 €.

### Activitats econòmiques
Dels 33 establiments que hi havia el 2007, 1 era d'una empresa extractiva, 1 d'una empresa alimentària, 2 d'empreses de fabricació d'altres productes industrials, 8 d'empreses de construcció, 7 d'empreses de comerç i reparació d'automòbils, 2 d'empreses d'hostatgeria i restauració, 3 d'empreses immobiliàries, 1 d'una empresa de serveis, 5 d'entitats de l'administració pública i 3 d'empreses classificades com a «altres activitats de serveis».
Dels 11 establiments de servei als particulars que hi havia el 2009, 1 era un paleta, 1 guixaire pintor, 1 fusteria, 2 lampisteries, 3 electricistes, 2 perruqueries i 1 restaurant.
Dels 2 establiments comercials que hi havia el 2009, 1 era una botiga de menys de 120 m² i 1 una fleca.
L'any 2000 a Lépanges-sur-Vologne hi havia 11 explotacions agrícoles que ocupaven un total de 310 hectàrees.

## Equipaments sanitaris i escolars
El 2009 hi havia 1 escola maternal integrada dins d'un grup escolar amb les comunes properes formant una escola dispersa i 1 escola elemental integrada dins d'un grup escolar amb les comunes properes formant una escola dispersa.

## Poblacions més properes
El següent diagrama mostra les poblacions més properes.